# Guram Gogolauri
Guram Gogolauri –en georgiano, გურამ გოგოლაური– (Manavi, URSS, 28 de abril de 1944) es un deportista soviético que compitió en judo. Ganó tres medallas en el Campeonato Europeo de Judo entre los años 1971 y 1973.
Participó en los Juegos Olímpicos de Múnich 1972, donde finalizó quinto en la categoría de –80 kg.

## Palmarés internacional
| Campeonato Europeo | Campeonato Europeo      | Campeonato Europeo | Campeonato Europeo |
| Año                | Lugar                   | Medalla            | Categoría          |
| ------------------ | ----------------------- | ------------------ | ------------------ |
| 1971               | Gotemburgo (Suecia)     | Medalla de plata   | –80 kg             |
| 1972               | Voorburg (Países Bajos) | Medalla de plata   | –80 kg             |
| 1973               | Madrid (España)         | Medalla de bronce  | –80 kg             |